# Signoria di Prilep
La Signoria di Prilep (in serbo Господство Прилепа?, Gospodstvo Prilepa), nota anche come il Regno di Re Marko (in serbo Област краља Марка?, Oblast kralja Marka) o il Regno di Prilep (in macedone e in bulgaro Прилепско кралство?), fu uno degli stati successori dell'Impero serbo, coprendo principalmente le regioni meridionali dell'ex impero, corrispondenti alle parti occidentali dell'attuale Macedonia del Nord. La sua regione centrale della Pelagonia, con la città di Prilep, era tenuta dal signore Vukašin Mrnjavčević, che nel 1365 divenne re serbo e co-reggente dell'imperatore serbo Stefano Uroš V (1355-1371). Dopo che il re Vukašin morì nella battaglia di Maritsa nel 1371, il regno fu ottenuto da suo figlio e successore designato (rex iunior) Marko Mrnjavčević, che assunse il titolo di re serbo. A quel tempo, le capitali del regno serbo erano Skopje e Prizren, ma negli anni successivi il re Marko perse il controllo effettivo su quelle regioni e trasferì la sua residenza a Prilep. Regnò lì fino alla sua morte nella battaglia di Rovine nel 1395. Entro la fine dello stesso anno, il regno del defunto re Marko fu conquistato dall'Impero ottomano.

## Storia
Dal 1334, la città di Prilep fu sotto il dominio serbo e la regione circostante era tenuta dal feudatario serbo Vukašin Mrnjavčević, che fu incoronato re dei serbi e dei greci nel 1365 come co-regnante dell'ultimo imperatore serbo Stefano Uroš V. Dopo la morte sia di Vukašin che di Uroš nel 1371, il figlio di Vukašin Marko Mrnjavčević, che deteneva il titolo di "Re minore" (rex iunior), divenne l'unico sovrano legale del regno serbo e prese il titolo di Re serbo; tuttavia il suo potere fu conteso da altri feudatari serbi che ottennero il controllo su altre regioni lasciando Marko solamente con le aree nella metà occidentale della Macedonia di Vardar, con centro a Prilep.
Re Marko rimase come sovrano effettivo solo nella regione di Prilep, e fu anche nominalmente riconosciuto da alcuni altri signori feudali nelle aree circostanti. Tutti loro, incluso Marko, furono costretti a pagare i tributi agli invasori turchi ottomani. La regione e la città di Ohrid furono governate dal nobile albanese Andrea Gropa come alleato di Vukašin fino alla morte di quest'ultimo nel 1371, e quell'anno divenne de jure indipendente dalla Signoria. Sempre nel 1371, la Signoria cedette i territori di Kostur, Prilep e Dibër ad Andrea Gropa e Andrea II Muzaka.
Da quando divenne vassallo del sultano turco, Marko Mrnjavčević fu obbligato a rispondere alla chiamata del sultano nel 1395 e a prendere parte alla battaglia di Rovine nella quale venne ucciso. I turchi colsero l'occasione per conquistare la regione di Prilep, aggiungendo il suo territorio al Sangiaccato di Ocrida.
Dal momento che Marko, che si autodefiniva re serbo, non ridusse il suo titolo a Prilep o a qualsiasi altra città o regione locale, gli storici hanno usato vari termini per il suo dominio. Nella storiografia serba, si il regno si chiama semplicemente: Signoria di re Marko (in serbo Област краља Марка?) o Dominio di re Marko (in serbo Држава краља Марка?).

## Galleria d'immagini

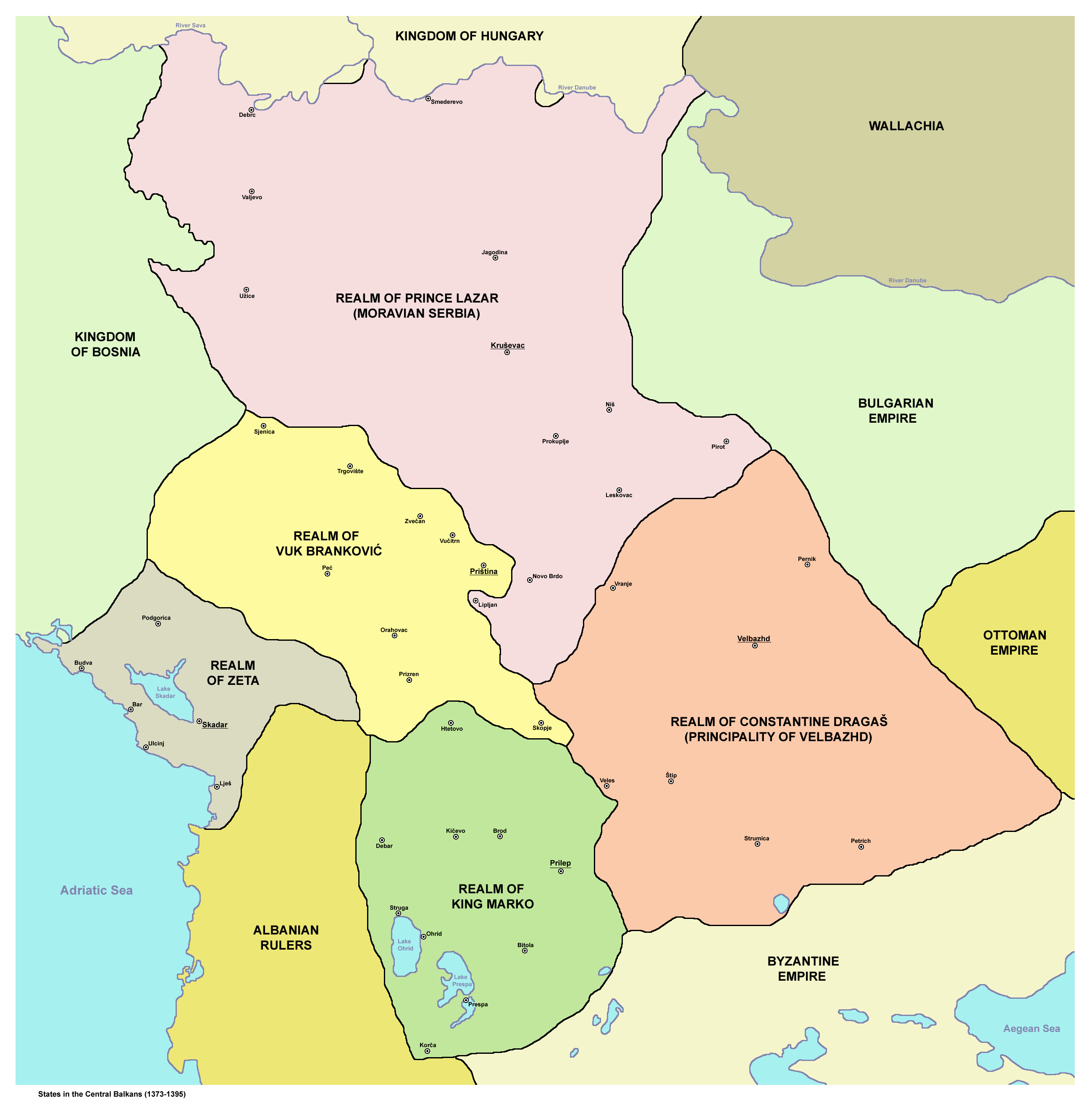
Dissoluzione dell'impero serbo alla fine del XIV secolo
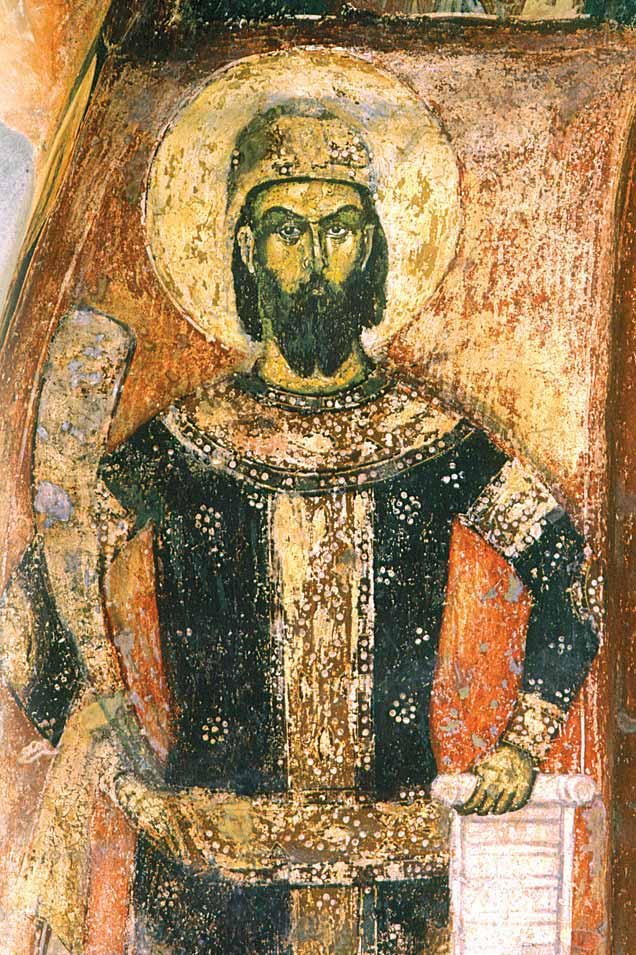
Re serbo Marko, signore di Prilep (1371-1395)
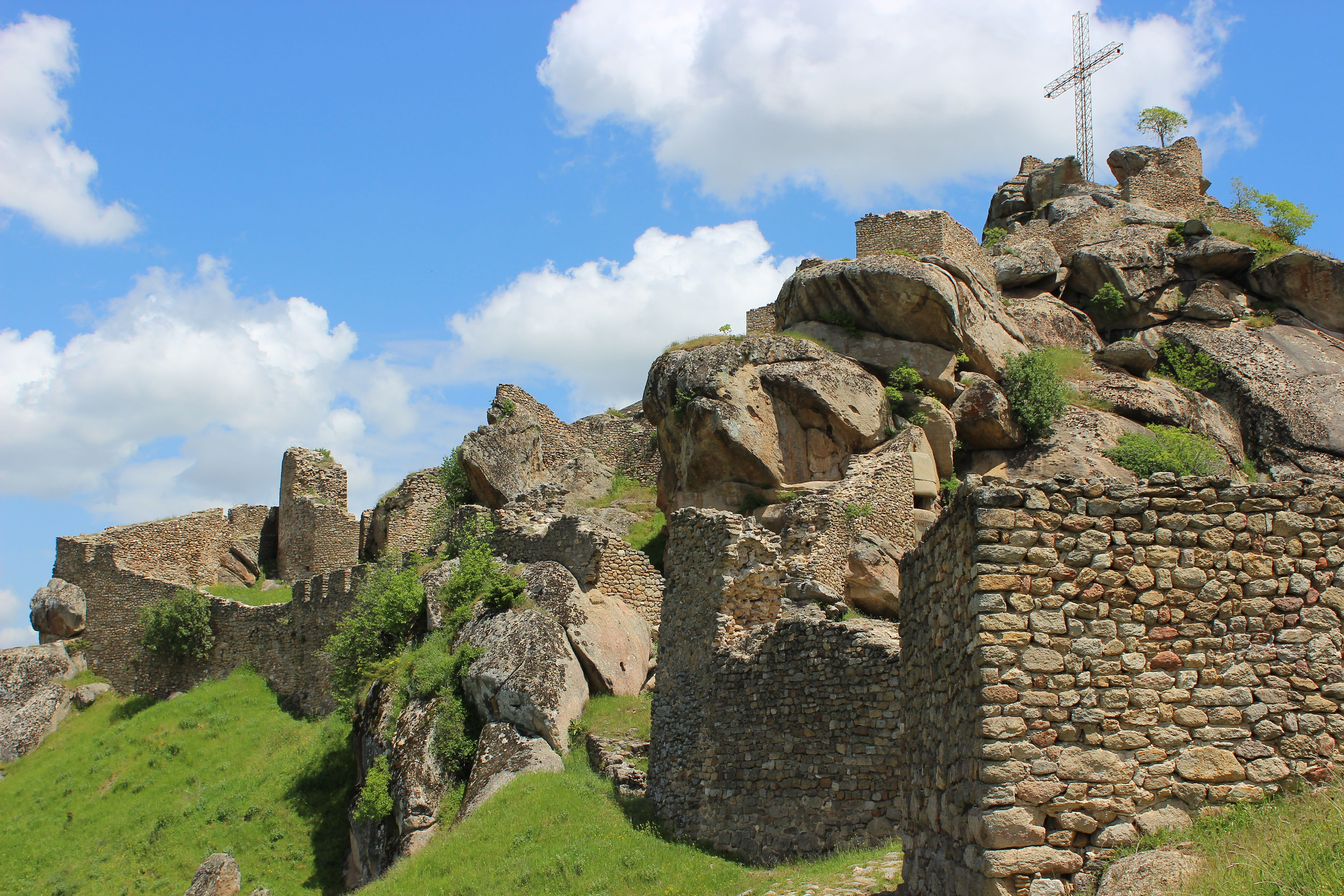
La fortezza di re Marko a Prilep